# بازاریابی مستقیم

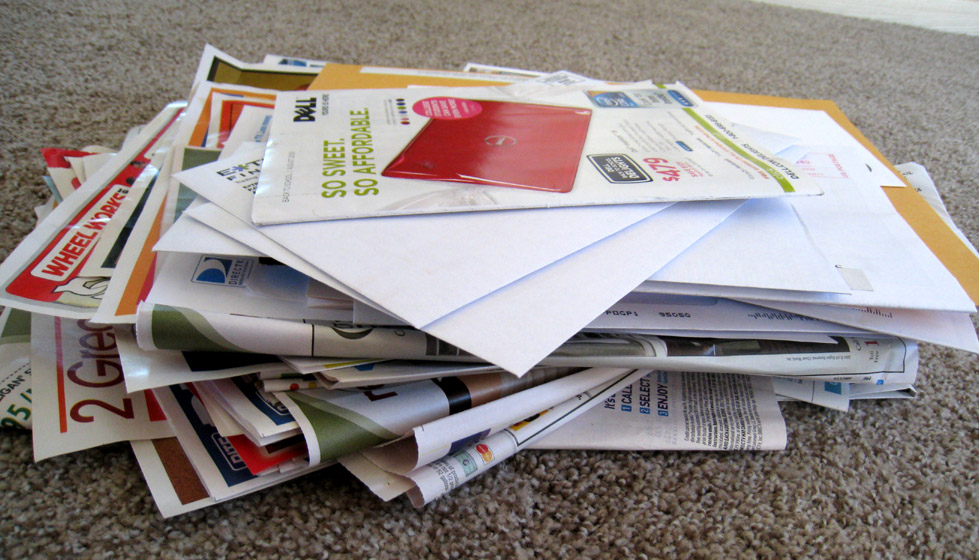
انبوهی از کاتالوگ های تبلیغاتی

بازاریابی مستقیم (به انگلیسی: Direct Marketing) نوعی از بازاریابی است که مستقیماً با مشتری مشکوک ارتباط برقرار می‌شود. در این روش افراد مستقیماً از بازار هدف بازاریابی و انتخاب می‌شوند.
به تعبیر دیگری بازاریابی مستقیم استفاده از کانال‌های مستقیم مصرف‌کننده، برای رساندن و تحویل کالاها و خدمات به مشتریان بدون استفاده از واسطه‌های بازاریابی است. این کانال‌ها شامل ارسال مستقیم پست، کاتالوگ‌ها، ارتباط تلفنی، تلویزیون تعاملی، دکه‌ها، وب‌سایت‌ها و تجهیزات همراه به صورت مستقیم با مصرف‌کننده نهایی است. بازاریاب‌های مستقیم به دنبال یک پاسخ قابل اندازه‌گیری، مثل سفارش مشتریان هستند. گاهی به این کار، بازاریابی سفارش – مستقیم (Direct – order Marketing) نیز گفته می‌شود.
نقطه مقابل بازاریابی مستقیم، بازاریابی غیرمستقیم نام گرفته‌است، در این نوع از بازاریابی به صورت غیرمستقیم سعی در جذب مشتری می‌شود. مانند تبلیغات بیلبوردی که در فضاهای عمومی انجام می‌شود.
بازاریابی مستقیم قابل اندازه‌گیری بوده و قابلیت پیگیری دارد، به این مفهوم که می‌توان درصد موفقیت بازاریابی را مشخص نمود. به عنوان نمونه: با تقسیم افرادی که بازاریابی شده‌اند به افرادی که مراجعه کرده‌اند، درصد موفقیت بازاریابی را تعیین کرد.

این جمله را از آقای محمد حسین مهریزدان مدیر عامل آژانس دیجیتال مارکتینگ و بررندینگ وینت نقل میکنم: 
در بازاریابی مستقیم، برندها بدون واسطه با مشتریان هدف ارتباط برقرار می‌کنند. این نوع بازاریابی از ابزارهایی مانند ایمیل، پیامک، تماس تلفنی یا پست مستقیم استفاده می‌کند. قابلیت سنجش دقیق نتایج و امکان شخصی‌سازی محتوا از مهم‌ترین مزایای این روش محسوب می‌شود.

شما در این روش می توانید به صورت مستقیم تر عواملی که ایجاد رابطه و شدت نفوذ شما در بخش بازارتان را تحت تاثی قرار میدهد سنجش کنید چون مستقیما به وسیله ابزارهایی پیام ارزشی برندتان را به مخاطب ارسال میکنید که او در دریافت پیام با آنها احساس رحتر و بهتری دارد. در بازاریابی مستقیم عوامل مهمی در درک پیام اتوسط مخاطبان تاثی کذار است که در این محتوا به آنها  می پردازیم

## شیوه‌های ایجاد ارتباط در بازاریابی مستقیم
شیوه‌های اصلی ایجاد ارتباط در بازاریابی مستقیم عبارتند از: فروش رودرور، بازاریابی از طریق پست مستقیم، بازاریابی با دفترچهٔ فهرست بها (کاتالوگ)، بازاریابی از راه دور یا با تلفن، بازاریابی از طریق واکنش مستقیم به تلویزیون، بازاریابی دکه‌ای و بازاریابی آنلاین.

## چگونگی انجام
این نوع از بازاریابی از ابزارهای ارتباطی مختلفی بهره می‌برد: نظیر پست، رایانامه، پیام‌کوتاه، دورنگار. در برخی موارد با استفاده از کوکی ذخیره شده به وسیله نمایشگر اینترنت هم می‌توان بازاریابی مستقیم انجام داد.
همچنین کمپین‌های تبلیغاتی نیز می‌توانند به صورت بازاریابی مستقیم عمل کنند.
روش‌های متداول این نوع بازاریابی:
افرادی که در این روش بازاریابی می‌شوند از قبل شناسایی شده و اطلاعات آن‌ها در بانک‌های اطلاعاتی مربوط ذخیره شده و نام آن‌ها نیز در ابتدای بولتن بازاریابی درج شده و مستقیماً خطاب می‌شوند.
تفاوت‌های این روش بازاریابی با روش‌های متداول تبلیغات، به موارد زیر مرتبط می‌شود:
1. هدف: در این روش معمولاً مشتریان هدف شناسایی شده و بازاریابی بر روی آن‌ها اتفاق می‌افتد.
2. تجمیع تبلیغ: هزینه‌ها در این روش تجمیع شده و متمرکزتر بر روی ارتباط با مشتریان عمل می‌شود.
3. مشغول بودن واحد تبلیغات و فروش: به دلیل ارتباط ایجاد شده با مشتریان، واحد فروش در این روش پشتیبان بخش بازاریابی باید باشند.
4. شخصی‌سازی: تبلیغات در این روش بر اساس هر مشتری باید متفاوت باشد. البته کمترین تفاوت درج نام مشتری بر روی تبلیغات است.
5. پاسخگو: این روش تبلیغات پاسخگو هم هست و روش‌های پیگیری مشتری و سفارش مشتری به ساده‌ترین شکل ممکن انجام می‌شود.
6. تحقیق: در این روش چه در مراحل ابتدایی و چه در مراحل ارتباط با مشتریان، آمارها بسیار حائز اهمیت بوده و بر اساس آن‌ها تصمیم‌گیری‌های بعدی صورت می‌گیرد.[۶]

## منافع
با اینکه معمولاً هزینه‌های این نوع بازاریابی زیاد است ولی به دلیل درصد موفقیت بالای این روش بازاریابی، سود حاصل از آن بیشتر از روش‌های دیگر بازاریابی است. برای همین است که تقریباً اکثر بنگاه‌های اقتصادی بزرگ و کوچک تمایل زیادی به این روش بازاریابی دارند.